# Osenovlag
Osenovlag (bulgariska: Осеновлаг) är ett distrikt i Bulgarien.   Det ligger i kommunen Obsjtina Svoge och regionen Sofijska oblast, i den västra delen av landet, 30 km nordost om huvudstaden Sofia.
I omgivningarna runt Osenovlag växer i huvudsak lövfällande lövskog. Runt Osenovlag är det ganska glesbefolkat, med 28 invånare per kvadratkilometer.